# Nanà Cecchi
Anna Cecchi, detta Nanà (Roma, 5 marzo 1952), è una costumista italiana.

## Biografia
Nata a Roma nel 1952, inizia l'attività di costumista per il teatro dell'Opera di Roma, realizzando gli abiti dell'Ernani diretta da Bruno Bartoletti.
Oltre a lavorare nell'Opera e nel teatro, nel 1983 inizia a lavorare anche nel cinema, firmando i costumi per il film I Paladini: Storia d'armi e d'amori con cui vinse il David di Donatello per il miglior costumista l'anno seguente.
È stata docente presso l'Accademia Internazionale per le Arti e le Scienze dell'Immagine dell'Aquila ed ha svolto corsi presso l'Università La Sapienza di Roma e l'Accademia Rossiniana di Pesaro.
Nel film Ladyhawke, oltre ad esserne la costumista (con cui vinse il Saturn Award per i migliori costumi), vi recitò in un piccolo ruolo.
Nel 2012 cura i costumi di L'altra metà del cielo con musica e drammaturgia di Vasco Rossi del Teatro alla Scala di Milano, trasmesso da Rai 5.
A partire dal 2018 è spesso ospite nel programma divulgativo Meraviglie - La penisola dei tesori, condotto da Alberto Angela.

## Filmografia
- I paladini: storia d'armi e d'amori, regia di Giacomo Battiato (1983)
- Turandot, regia di Brian Large (1983)
- Ladyhawke, regia di Richard Donner (1985)
- Maccheroni, regia di Ettore Scola (1985)
- Il giorno prima, regia di Giuliano Montaldo (1987)
- Cuor di leone (Lionheart), regia di Franklin J. Schaffner (1987)
- Gli occhiali d'oro, regia di Giuliano Montaldo (1987)
- Stradivari, regia di Giacomo Battiato (1988)
- Cellini - Una vita scellerata, regia di Giacomo Battiato (1990)
- Il primo cavaliere (First Knight), regia di Jerry Zucker (1995)
- Una donna del nord (Een vrouw van het noorden), regia di Frans Weisz (1999)
- I cavalieri che fecero l'impresa, regia di Pupi Avati (2001)
- Norma, regia di Carlo Battistoni (2001) - film TV
- Sotto falso nome, regia di Roberto Andò (2004)

## Riconoscimenti
- David di Donatello (miglior costumista)
  - 1984: vincitrice - I Paladini: Storia d'armi e d'amori
  - 2002: candidata - I cavalieri che fecero l'impresa
  - 2011: candidata - Christine Cristina
- Premio Abbiati
  - 1984: vincitrice - Turandot
  - 2005: vincitrice - Volo di notte e Il prigioniero
  - 2009: vincitrice - Phaesra
- Saturn Award (Saturn Award per i migliori costumi)
  - 1986: vincitrice - Ladyhawke
- Mostra internazionale d'arte cinematografica di Venezia (Premio Osella)
  - 1987: vincitrice - Gli occhiali d'oro
- Sannio Film Festival
  - 2001: vincitrice - I cavalieri che fecero l'impresa
  - 2010: vincitrice - Christine Cristina
- Globo d'Oro Associazione Stampa Estera in Italia
  - 2010: vincitrice - Christine Cristina
- Le Giornate della Luce
  - 2022: vincitrice - Premio Controluce per i mestieri del cinema e l’artigianato